# Commander Keen - Episode One: Marooned on Mars
 (mai 2019).
Si vous disposez d'ouvrages ou d'articles de référence ou si vous connaissez des sites web de qualité traitant du thème abordé ici, merci de compléter l'article en donnant les références utiles à sa vérifiabilité et en les liant à la section « Notes et références ».
Commander Keen - Episode One: Marooned on Mars est un jeu vidéo de plate-forme sorti en 1990 et fonctionne sur DOS, il est le premier épisode de la trilogie Invasion of the Vorticons, de la série Commander Keen. Développé par Id Software et édité par Apogee Software et Activision, le jeu a été conçu par John Carmack et Tom Hall.
Il a été distribué en partagiciel alors que les deux épisodes qui le suivent devaient obligatoirement être achetés.

## Trame
Dans le premier épisode, alors que Billy, le héros, est en train de visiter la planète Mars, il se fait voler 4 éléments de son vaisseau, qu'il devra retrouver pour pouvoir rentrer chez lui. Alors qu'il est sur le chemin du retour, il découvre le vaisseau-mère des Vorticons pointant ses canons vers la Terre, ce qui introduit le joueur, à l'épisode suivant : The Earth Explodes